# بريتن نورمان
بريتن نورمان  (بالإنجليزية: Britten-Norman)‏ المعروفة أختصارا بـ(BN)، هو الاسم التجاري لمجموعة محدودة لصناعة الطائرات ومزود خدمات الطيران البريطانية . تأسست في 1953. يقع مقرها في وايت.
باعت بريتن نورمان أكثر من 1,250 طائرة للعملاء في أكثر من 120 بلدا. وبالإضافة إلى تصنيع الطائرات، فأن الشركة تقوم أيضا بأعمال الصيانة، والإصلاحات وأعمال الترميم وكذلك أداء المهام الهندسة التعاقد من الباطن وأعمال التصميم.

## وصلات خارجية
- الموقع الإلكتروني